# 경기도인재개발원
경기도인재개발원은 경기도 소속의 지방공무원과 주민자치위원 등에 대한 교육훈련사무를 분장하기 위해 경기도청 직속기관이다.
인재개발원장은 지방부이사관으로 보한다.

## 연혁
- 1957년 10월 25일: 경기도도립공무원훈련소 설치
- 1961년 12월 16일: 경기도공무원교육원으로 변경
- 1963년 5월 31일: 경기도지방공무원교육원으로 변경
- 1964년 7월 11일: 경기도지방공무원교육원 폐지
- 1974년 10월 23일: 경기도지방공무원교육원 재설치
- 2007년 6월 22일: 경기도인재개발원으로 변경

## 조직
원장
- 교육지원과
- 역량개발지원과